# Cuisine à la bière

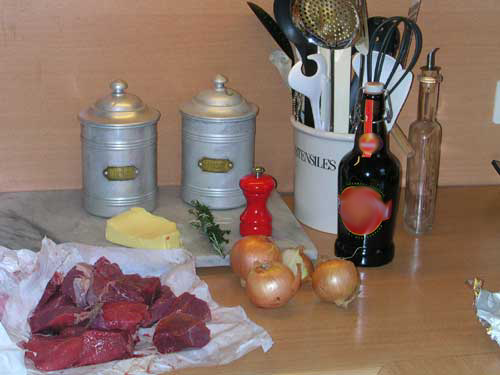
La bière comme ingrédient culinaire.

La cuisine à la bière est l’appellation donnée à la pratique culinaire qui utilise de la bière dans la préparation des mets.

## Histoire
Bien que la bière (alors appelée sikaru) en tant que « pain liquide » soit mentionnée déjà dans le très ancien Traité culinaire mésopotamien, elle ne sera utilisée pour la fabrication de certains aliments (tels des fromages) et la composition d’autres boissons qu'à partir du Moyen Âge. C'est à la même époque que l'orge, céréale difficilement panifiable, est dévolue à la brasserie. De même, l'utilisation du houblon va permettre une amélioration gustative et hygiénique de la bière, qui remplacera alors avantageusement l'eau (contaminée et peu ravigotante) à titre de boisson mais aussi d'ingrédient culinaire.
La bière est alors utilisée comme ingrédient culinaire en Europe septentrionale, notamment en Angleterre, en Flandre et en Allemagne.
Sous forme d'ale, elle apparaît dans les recettes du Liber cure cocorum, livre de cuisine anglais du début du XVe siècle.
Le XVIIIe siècle voit l'expansion des recettes à la bière au domaine des viandes (bovines ou ovines) et des pâtes à beignets. La tradition d’une cuisine à la bière y perdure jusqu’au XXIe siècle alors que l’Europe méridionale développe une culture vinicole.
La cuisine à la bière n’entre dans la gastronomie française qu’au XVIIIe siècle, avec Vincent la Chapelle et François Massialot qui intègrent timidement dans leurs livres respectifs (Le Cuisinier moderne, 1742 ; Le Nouveau Cuisinier Royal et Bourgeois, 1734) des recettes à la bière.
Il faut attendre le XXe siècle pour que se développe un véritable engouement pour cette cuisine, à partir des années 1950 notamment, quand le chef belge Raoul Morleghem la met à l'honneur dans son restaurant bruxellois.

## Distinction sociale
Au Moyen Âge, les gibiers, poissons et fruits de mer bouillis à la bière garnissent les tables seigneuriales alors que les potages ou les soupes à la bière sont plutôt dévolues au peuple ou aux clercs.

## Recettes
La cuisine à la bière peut :
- intégrer cet ingrédient dans la préparation même du mets comme pour la confection de beignets en Angleterre, ou en Belgique ;
- utiliser l’ingrédient comme liquide de base pour les mets qui doivent mijoter (tels les carbonades flamandes) ;
- utiliser l’ingrédient pour déglacer et constituer une sauce.